# 吳福保
吳福保，江蘇省蘇州府吳縣人，清朝政治人物、進士出身。
光緒二年（1876年），參加丙子恩科會試，得貢士第97名。殿試登進士2甲第51名。同年五月（6月3日），改庶吉士。